# タキーヤ
タキーヤ（アラビア語: تقیة taqiyyah、ペルシア語: تقیه taqiyye タキーイェ）とは、イスラームにおいて、自身や家族の、生命、財産、名誉（特に近親女性の保護に関わる名誉）、あるいは信仰共同体の安全に関わる重大な危険に際し、自らの信仰を隠すこと。タキーヤはシーア派諸派のみならず、スンナ派においても許容されうる行為である。しかし、一般にはシーア派、なかんずく十二イマーム派に特徴的な教義として語られる。

## 十二イマーム派におけるタキーヤ
同派にとってタキーヤとは、『クルアーン』の章句（Q3:28, Q16:106など）や、預言者、イマームたちの言行を根拠とする正統な行為である。とくにイマームたちは彼ら自身がタキーヤを行なっていたと考えられており、このことが重要な典拠とされている。
タキーヤは勇気という一般的徳目に反し、殉教精神とも矛盾するが、これに対しては、打ち克ちうる可能性のない脅威にあえて立ち向かうのはたんなる蛮勇であるという説明がなされる。したがって、対抗できる可能性がないことが確実で、かつ生命に関わるような大きな脅威に際して、タキーヤは義務行為でさえありうる。例えば『イランのシーア派イスラーム学教科書』において、タキーヤは、「闘争から手を引くことの意味ではなく、これを活用することで、より多くの打撃を［敵に］与え、より少なく打撃を受けるという意味である」と説明されている。
また、ダール・アル＝イスラームのうち、十二イマーム派の支配下にない地域でのタキーヤを義務とし、そのような地域をダール・アッ＝タキーヤと表現することもある。イマームたちによるタキーヤの実践は、相矛盾する内容の伝承が存在する際に、その矛盾の理由を、一方がタキーヤによるものであるから、と説明することを可能とするが、そのような伝承を法源としていかに取捨選択するかは、アフバール学派とウスール学派の論争点の一つであった。